# تفجيرات سورابايا 2018
تفجيرات سورابايا 2018 هي سلسلة من الهجمات الإرهابية التي حدثت في 13 مايو 2018م وتبناها تنظيم الدولة الإسلامية، واستهدفت 3 كنائس، تقع في مدينة سورابايا، أكبر ثاني مدينة في إندونوسيا. وتلاه تفجير رابع وقع في مجمع شقق سكنية في جنوب سورابايا بعدما فجر الإرهابيون القنبلة من غير قصد مما أدى لمقتل 3 منهم وجرح طفلين. ووقع التفجير الخامس في اليوم التالي في مركز شرطة سورابايا حيث فجر المنفذون أنفسهم في المدخل أثناء تفتيشهم.
واعتباراً من 14 مايو 2018م أودت التفجيرات بحياة 19 شخص بينهم المفجرين، وجرح 50 شخص آخرين، العديد منهم في حالة حرجة. وهو الهجوم الإرهابي الأعنف الذي شهدته إندونوسيا بعد تفجيرات بالي 2005. وحسب التحقيقات الرسمية فإن منفذي العملية كانوا جميعهم من عائلة واحدة تلقت التدريب في سوريا.

## ردود الفعل

### محلية
- زار رئيس إندونيسيا جوكو ويدودو مدينة سورابايا وتفقد الكنائس المستهدفة، وزار الجرحى، وأدان الهجمات ووصف منفذي العملية بالبربريين.

### دولية
- السعودية: بعث ولي العهد السعودي محمد بن سلمان برقية عزاء ومواساة إلى رئيس إندونيسيا جوكو ويدودو.[3]
- الولايات المتحدة: أدانت الولايات المتحدة الهجوم وحذرت رعاياها بالأوضاع التي تمر فيها إندونيسيا.[4]